# Stefan Fritsche
Stefan Fritsche (...) è un ex giocatore di football americano svizzero che ha giocato nel ruolo di offensive lineman.